# 닐러시 티보르
닐러시 티보르(헝가리어: Nyilasi Tibor, 1955년 1월 18일, 베스프렘 주 바르펄로터 ~)는 헝가리의 전직 축구 선수이자 감독이다.

## 클럽 경력
현역 시절 미드필더로 활동했던 그는 1972년부터 페렌츠바로시에서 활약하다가 1983년에 아우스트리아 빈으로 이적했다.

## 국가대표팀 경력
그는 1975년부터 1985년까지 70번의 헝가리 국가대표팀 경기에 출전해 32골을 기록했다. 그는 1978년과 1982년 월드컵에 참가했는데, 1978년 대회의 아르헨티나전에서 퇴장당하기도 했다.

## 은퇴 후
은퇴 후, 그는 친정 페렌츠바로시 감독직을 2번 역임했다. 그는 가장 최근에 헝가리 축구 연맹에서 근무했고, 헝가리의 스포츠 TV 중계 해설로 정기적으로 출연했다.

## 수상

### 클럽
페렌츠바로시
- 넴제티 버이녹샤그 I: 1975–76, 1980–81
- 머저르 쿠퍼: 1973–74, 1975–76, 1977–78
- 유러피언 컵위너스컵 준우승: 1974–75

아우스트리아 빈
- 오스트리아 분데스리가: 1983–84, 1984–85, 1985–86
- ÖFB컵: 1985–86

개인
- 넴제티 버이녹샤그 I 득점왕: 1980–81
- 유러피언 실버 부트: 1980–81
- UEFA컵 득점왕: 1983–84
- 오스트리아 분데스리가 득점왕: 1983–84

### 감독
페렌츠바로시
- 넴제티 버이녹샤그 I: 1991–92
- 머저르 쿠퍼:  1990–91, 1992–93, 1993–94

## 참고 문헌
- Ki kicsoda a magyar sportéletben?, II. kötet (I–R). Szekszárd, Babits Kiadó, 1995, p. 395., ISBN 963-495-011-6
- Nagy Béla: Fradisták (Sportpropaganda, 1981) ISBN 963-7542-44-2
- Nagy Béla: Fradi futballkönyv (Sportpropaganda, 1985) ISBN 963-7543-04-X
- Rejtő László–Lukács László–Szepesi György: Felejthetetlen 90 percek (Sportkiadó, 1977) ISBN 963-253-501-4
- Hoppe Pál – Szabó Ferenc: A Nyíl (Budapest, 1984)
- Nagy Béla: Nyilasi album (Budapest, 2003)